# Cyriocosmus peruvianus
Espèce
Cyriocosmus peruvianus est une espèce d'araignées mygalomorphes de la famille des Theraphosidae.

## Distribution
Cette espèce est endémique de la région de Loreto au Pérou,.

## Description
Le mâle holotype mesure 18,2 mm et la femelle paratype 23,0 mm.

## Étymologie
Son nom d'espèce lui a été donné en référence au lieu de sa découverte, le Pérou.

## Publication originale
- Kaderka, 2016 : The Neotropical genus Cyriocosmus Simon, 1903 and new species from Peru, Brazil and Venezuela (Araneae: Theraphosidae: Theraphosinae). Journal of Natural History, vol. 50, no 7-8, p. 393-465.